# Aubechies
Aubechies è un villaggio in Vallonia, in Belgio. Fa parte del comune di Belœil. Aubechies è membro dell'associazione Les Plus Beaux Villages de Wallonie. L'Archeosito e Museo of Aubechies si trova ad Aubechies. In questo villaggio sono  state scoperte antiche ricette di produzione del gruit.
Un museo dedicato al periodo della storia dalla preistoria fino ai tempi dei romani, è il più grande museo archeologico all'aperto del Belgio. Il villaggio ha una chiesa romanica dedicata a Saint Géry, un municipio e una scuola. È un tipico esempio di villaggi valloni in questa zona.